# Wick (West Sussex)
Wick – wieś w Anglii, w hrabstwie West Sussex, w dystrykcie Arun. Leży 17 km na wschód od miasta Chichester i 82 km na południe od Londynu.